# 優旃新透明介
優旃新透明介（学名：Neopellucistoma yutani）为魚形介科新透明介屬下的一个种。